# Варопаново
Варопаново (ранее Варапаново) — деревня в Печорском районе Псковской области России. Входит в сельское поселение «Новоизборскую волость».

## География
Расположена на прибрежье Псковского озера, в 8,5 км к северу от волостного центра, деревни Новый Изборск и в 0,5 км к северу от деревни Печки и в 1,5 км к западу от окраин деревни Видовичи.

## Население
| 2001 | 2002 | 2010 |
| ---- | ---- | ---- |
| 10   | ↘8   | ↗9   |